# Что, если…? (3-й сезон)
Третий и финальный сезон американского телесериала «Что, если…?» (2021), основанный на одноимённой серии комиксов издательства Marvel Comics раскрывает, что могло бы случиться, если бы ключевые события фильмов киновселенной произошли иначе, чем в оригинальной вселенной. Действие сериала разворачивается в медиафраншизе «Кинематографическая вселенная Marvel» (КВМ). Сериал напрямую связан с фильмами и телесериалами франшизы.
Джеффри Райт снова озвучил Наблюдателя — рассказчика событий. Разработка сезона началась в июле 2022 года.
Премьера третьего сезона сериала состоялась 22 декабря 2024 года на стриминговом сервисе Disney+, сезон состоит из 8 эпизодов, которые выходили ежедневно.

## Эпизоды
| № общий | № в сезоне | Название | Режиссёр                     | Автор сценария                                                                            | Дата премьеры   |
| --- | ---------- | --- | ---------------------------- | ----------------------------------------------------------------------------------------- | --------------- |
| 19 | 1          | «What If… The Hulk Fought the Mech Avengers?» «Что, если… Халк сразился бы с Меха-Мстителями?»                 | Стефан Франк                 | Сюжет: Э. С. Брэдли и Телесценарий: Райан Литтл                                           | 22 декабря 2024 |
| В ролях: Энтони Маки в роли Сэма Уилсона / Капитана Америки, Марк Руффало в роли Брюса Бэннера / Халка, Тейона Паррис в роли Моники Рамбо, Себастиан Стэн в роли Баки Барнса, Дэвид Харбор в роли Алексея Шостакова / Красного Стража, Симу Лю в роли Сюя Шан-Чи, Кэри Уолгрен в роли Мелины Востокофф, Бриттани Адебумола в роли Накии и Оскар Айзек в роли Марка Спектора / Лунного рыцаря |            | |                              |                                                                                           |                 |
| 20 | 2          | «What If… Agatha Went to Hollywood?» «Что, если… Агата отправилась бы в Голливуд?»                             | Брайан Эндрюс                | Сюжет: Брайан Эндрюс, Мэттью Чонси и Райан Литтл Телесценарий: Мэттью Чонси и Райан Литтл | 23 декабря 2024 |
| В ролях: Кэтрин Хан в роли Агаты Харкнесс, Кумэйл Нанджиани в роли Кинго, Доминик Купер в роли Говарда Старка, Джеймс Д’Арси в роли Эдвина Джарвиса и Дэвид Кэй в роли Аришема |            | |                              |                                                                                           |                 |
| 21 | 3          | «What If… The Red Guardian Stopped The Winter Soldier?» «Что, если… Красный страж помешал бы Зимнему солдату?» | Брайан Эндрюс                | Э. С. Брэдли                                                                              | 24 декабря 2024 |
| 22 | 4          | «What If… Howard The Duck Got Hitched?» «Что, если… Говард-утка женился бы?»                                   | Стефан Франк                 | Брайан Эндрюс, Мэттью Чонси и Райан Литтл Телесценарий: Мэттью Чонси и Райан Литтл        | 25 декабря 2024 |
| 23 | 5          | «What If… The Emergence Destroyed the Earth?» «Что, если… Пробуждение уничтожило бы Землю?»                    | Стефан Франк                 | Брайан Эндрюс, Мэттью Чонси и Райан Литтл Телесценарий: Мэттью Чонси и Райан Литтл        | 26 декабря 2024 |
| 24 | 6          | «What If… 1872?» «Что, если… 1872 год?»                                                                        | Стефан Франк и Брайан Эндрюс | Брайан Эндрюс, Мэттью Чонси и Райан Литтл Телесценарий: Мэттью Чонси и Райан Литтл        | 27 декабря 2024 |
| 25 | 7          | «What If… The Watcher Disappeared?» «Что, если… Наблюдатель исчез бы?»                                         | Стефан Франк                 | Брайан Эндрюс, Мэттью Чонси и Райан Литтл Телесценарий: Мэттью Чонси и Райан Литтл        | 28 декабря 2024 |
| 26 | 8          | «What If… What If?» «Что, если… что, если?»                                                                    | Брайан Эндрюс                | Брайан Эндрюс, Мэттью Чонси и Райан Литтл Телесценарий: Мэттью Чонси и Райан Литтл        | 29 декабря 2024 |

## Актёры и персонажи
| Актёр              | Роль                             |
| ------------------ | -------------------------------- |
| Джеффри Райт       | Наблюдатель                      |
| Энтони Маки        | Сэм Уилсон / Капитан Америка     |
| Марк Руффало       | Брюс Бэннер / Халк / Мегахалк    |
| Тейона Паррис      | Моника Рамбо                     |
| Себастиан Стэн     | Баки Барнс / Зимний солдат       |
| Дэвид Харбор       | Алексей Шостаков / Красный страж |
| Симу Лю            | Сюй Шан-Чи                       |
| Оскар Айзек        | Марк Спектор / Лунный рыцарь     |
| Кэри Уолгрен       | Мелина Востокофф                 |
| Бриттани Адебумола | Накия                            |
| Кэтрин Хан         | Агата Харкнесс                   |
| Кумэйл Нанджиани   | Кинго                            |
| Доминик Купер      | Говард Старк                     |
| Джеймс Д’Арси      | Эдвин Джарвис                    |
| Дэвид Кэй          | Аришем                           |
| Лоуренс Фишберн    | Билл Фостер / Голиаф             |
| Америка Феррера    | Рейнджер Моралес                 |
| Сет Грин           | Утка Говард                      |
| Кэт Деннингс       | Дарси Льюис                      |
| Сэмюэл Л. Джексон  | Ник Фьюри                        |
| Том Хиддлстон      | Локи                             |
| Доминик Торн       | Рири Уильямс / Железное сердце   |
| N/A                | Квентин Бек / Мистерио           |
| N/A                | Вонг                             |
| N/A                | Фил Колсон                       |
| N/A                | Ороро Монро / Шторм              |
| N/A                | Каххори                          |

## Производство

### Разработка
Работа над третьим сезоном сериала «Что, если…?» началась в июле 2022 года. Тогда же главный сценарист А.С. Брэдли заявила, что второй сезон сериала станет её последним проектом в Marvel Studios. Главным сценаристом третьего сезона был назначен Мэттью Чонси, а Брайан Эндрюс вернулся к режиссуре эпизодов:4:28, 50:08–50:12. В сезон также вошёл эпизод с участием Красного Стража; этот эпизод был написан Брэдли в 2020 году:52:38–52:44 и предназначался для второго сезона, однако его перенесли на третий. В августе 2024 года было подтверждено, что третий сезон станет последним для сериала.

### Сценарий
Третий сезон будет исследовать «гораздо больше человечности Наблюдателя». Некоторые из первоначально созданных концептов, которые не появились в первом или втором сезонах, появятся в третьем. А также, в этом мультсериале появится персонаж из Людей Икс, который не интегрировали в КВМ.

### Кастинг и озвучивание
Себастиан Стэн вернулся к роли Баки Барнса / Зимнего солдата, Лоуренс Фишберн — к роли Билла Фостера / Голиафа, а Дэвид Харбор — к роли Алексея Шостакова / Красного стража.

## Показ
Премьера третьего сезона состоялась 22 декабря 2024 года на стриминговом сервисе Disney+.

## Комментарии
1. ↑  Персонаж является оригинальным героем для КВМ.
2. ↑  Персонаж является оригинальным героем для КВМ.